# Kepa Amuchastegui
Kepa Amuchastegui est un acteur colombien de telenovelas né le 9 décembre 1941 à Bogota où il meurt le 27 mai 2025 .

## Filmographietrès partielle[évasif](à compléter)
- 2003 - Punto de giro (série TV)
- 2005 - Les gens honnêtes vivent en France de Bob Decout
- 2005 - Lorena (série TV)
- 2006 - Al final del espectro de Juan Felipe Orozco
- 2020 - La reina de Indias y el conquistador (Bartolomé de las Casas)
- 2023 - Viejitos en fuga